# Laguna Blanca (Neuquén)
Laguna Blanca és un llac de l'Argentina. Es troba a la província del Neuquén, al sud-oest del país, a 1.200 km a l'oest de la capital Buenos Aires. Laguna Blanca es troba a 1.277 metres sobre el nivell del mar. La seva superfície és de 16,9 quilòmetres quadrats. S'estén 4,7 quilòmetres en direcció nord-sud, i 6,3 quilòmetres en direcció est-oest.
Està situada en un altiplà basàltic, producte d'erupcions volcàniques d'antiga data, situació que li confereix el seu caràcter de conca aïllada.
La llacuna alberga una important població de cignes de coll negre, al costat d'una gran varietat d'altres aus aquàtiques, pel que la seva conca es troba protegida pel Parc Nacional Laguna Blanca.